# Paul Matthes (Fußballspieler)
Paul Friedrich Matthes (* 6. März 1879 in Leipzig; † 31. März 1948 in Magdeburg) war ein deutscher Fußballspieler.

## Karriere

### Vereine
Matthes gehörte von 1895 bis 1905 dem Leipziger BC 1893 als Halbstürmer an und gewann die vom Verband Leipziger Ballspiel-Vereine ausgetragene Stadtmeisterschaft der Jahre 1897, 1898 und 1899. Von 1905 bis 1912 gehörte er dem Magdeburger FC Viktoria 1896 und mit seiner Umbenennung im Jahr 1912 dem SV Viktoria 1896 Magdeburg bis 1919 an.
Für die Magdeburger bestritt er in den vom Verband Mitteldeutscher Ballspiel-Vereine von der Saison 1905/06 bis zur Saison 1917/18 durchgehend im Gau Mittelelbe organisierten Meisterschaften seine Punktspiele. Während seiner Vereinszugehörigkeit gewann er siebenmal die Meisterschaft im Gau Mittelelbe; ins Finale um die Mitteldeutsche Meisterschaft drang er und seine Mannschaft nur am 24. März 1907 bei der 0:1-Niederlage beim VfB Leipzig und am 12. April 1908 bei der 2:3-Niederlage gegen den FC Wacker 1895 Leipzig in Halle an der Saale.

### Nationalmannschaft
Matthes bestritt sein einziges Länderspiel für die A-Nationalmannschaft am 20. April 1908 in Berlin. Das erst zweite offizielle Länderspiel des DFB wurde mit 1:5 gegen die Nationalmannschaft Englands verloren.
Bereits zum 1. Dezember 1931 trat Matthes der NSDAP bei (Mitgliedsnummer 737.615).

## Erfolge
- Gaumeister Mittelelbe 1906, 1907, 1908, 1909, 1915, 1916, 1917
- Leipziger Stadtmeister 1897, 1898, 1899